# Blue Ivy Carter
Blue Ivy Carter (New York, 7 gennaio 2012) è una cantante e ballerina statunitense.
Definita dal Time «la bambina più famosa al mondo», è la primogenita di Beyoncé e Jay-Z, ed è divenuta l'artista più giovane di sempre a fare il proprio ingresso in una classifica redatta da Billboard, oltre ad essere la più giovane vincitrice del Grammy Award al miglior videoclip per Brown Skin Girl, vinto nel 2021.

## Biografia
Blue Ivy nasce il 7 gennaio 2012, figlia dei cantanti e imprenditori Beyoncé e Jay-Z. La gravidanza della madre è stata annunciata durante la performance di Love on Top agli MTV Video Music Awards 2011. Nel 2018, Blue Ivy ha frequentato la prima elementare al Center for Early Education, una scuola privata a West Hollywood, California.
Due giorni dopo la nascita di Blue Ivy, il padre pubblica una collaborazione con la figlia, Glory, la quale esordisce all'interno della classifica redatta da Billboard Hot R&B/Hip-Hop Songs, divenendo la più giovane artista a riuscirci. Nel 2013 appare nel video musicale di Blue, contenuto nell'album eponimo della madre, mentre a distanza di due anni, viene scelta nel coro del brano Up&Up dei Coldplay, appartenente all'album A Head Full of Dreams. L'anno successivo compare nei video diretti da Melina Matsoukas: Formation e All Night, presenti nel film dall'album Lemonade.
Nel 2019 Blue Ivy collabora con la madre al progetto The Lion King: The Gift, colonna sonora per il remake de Il re Leone, apparendo nel videoclip del brano e colonna sonora Spirit. Blue Ivy ha inciso con la madre, Saint Jhn e Wizkid Brown Skin Girl, che è divenuta la sua prima entrata nella Hot 100 statunitense, nella Canadian Hot 100, dove ha ricevuto una certificazione d'oro dalla Music Canada con oltre 40 000 unità, e nella Official Singles Chart britannica. Il pezzo ha ricevuto diversi premi, tra cui un BET Award, un NAACP Image Award e un Soul Train Music Awards, oltre a fruttarle un Grammy Award, il premio statunitense più prestigioso in ambito musicale. Il brano ha poi fatto parte del lungometraggio Black Is King di Disney+, apparendo inoltre nel brano Bigger.
Nel novembre 2020, Blue Ivy ha narrato l'audiolibro Hair Love di Matthew A. Cherry, con cui vince il Voice Arts Award alla miglior lettrice di un audiolibro per bambini. Nel 2023 fa parte del corpo di ballo del Renaissance World Tour della madre, apparendo in un cameo del film Renaissance: a film by Beyoncé.

## Vita privata
Blue Ivy Carter ha due fratelli gemelli, Rumi e Sir, nati dai genitori Beyoncé e Jay-Z il 17 giugno 2017. I nonni di Blue Ivy sono Mathew Knowles e Tina Knowles-Lawson, mentre Blue Ivy è la nipote di Solange Knowles.

## Discografia

### Collaborazioni
- 2012 – Glory (Jay-Z feat. Blue Ivy Carter)
- 2019 – Brown Skin Girl (Beyoncé, Saint Jhn e Wizkid feat. Blue Ivy Carter)

## Filmografia

### Cinema
- Beyoncé: Lemonade, regia di Beyoncé, Kahlil Joseph, Dikayl Rimmasch, Todd Tourso, Jonas Åkerlund, Melina Matsoukas e Mark Romanek (2016) – Cameo
- Homecoming, regia di Beyoncé (2019) – Cameo
- Black Is King, regia di Beyoncé, Kwasi Fordjour, Emmanuel Adjei, Blitz Bazawule, Ibra Ake, Jenn Nkiru, Jake Nava, Pierre Debusschere e Dikayl Rimmasch (2020) – Cameo
- Renaissance: a film by Beyoncé, regia di Beyoncé (2023) – Cameo

### Doppiaggio
- Kiara in Mufasa - Il re leone

## Riconoscimenti
- BET Awards
  - 2020 – BET Her Award per Brown Skin Girl[16]
  - 2024 – BET YoungStars Award[26]

- Grammy Awards
  - 2021 – Miglior videoclip per Brown Skin Girl[27]

- MTV Video Music Awards
  - 2021 – Candidatura al Miglior video R&B per Brown Skin Girl[28]

- NAACP Image Awards
  - 2020 – Miglior duo, gruppo o collaborazione per Brown Skin Girl[17]
  - 2025 – Miglior doppiaggio di un personaggio per Kiara in Mufasa - Il re leone[29]

- Soul Train Music Awards
  - 2020 – Video dell'anno per Brown Skin Girl[18]

- UK Music Video Awards
  - 2021 – Candidatura al Miglior video R&B/soul internazionale per Brown Skin Girl[30]